# آنا دونالد
آنا دونالد (بالإنجليزية: Anna Donald)‏ هي عالمة وبائيات ‏ أسترالية، ولدت في 7 أبريل 1966، وتوفيت في 1 فبراير 2009 بسبب سرطان الثدي.

## وصلات خارجية
- الموقع الرسمي